# Censuur (informatie)

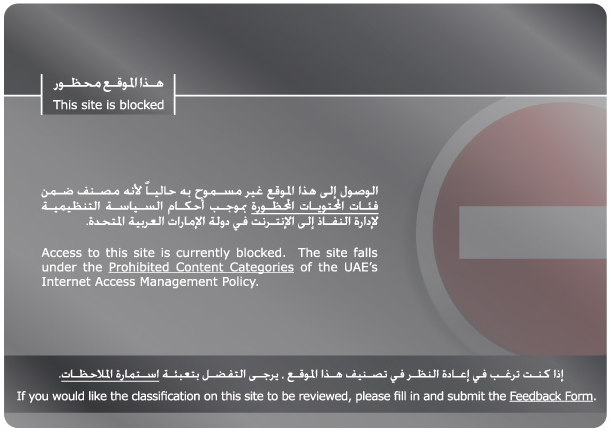
Sommige regeringen van landen zoals Saoedi-Arabië, Noord-Korea, Cuba, Iran, Venezuela en de Volksrepubliek China beperken mensen in hun land van het bekijken van bepaalde internetinhoud om ideologische, politieke en/of religieuze redenen, die in strijd worden geacht met uw criteria.

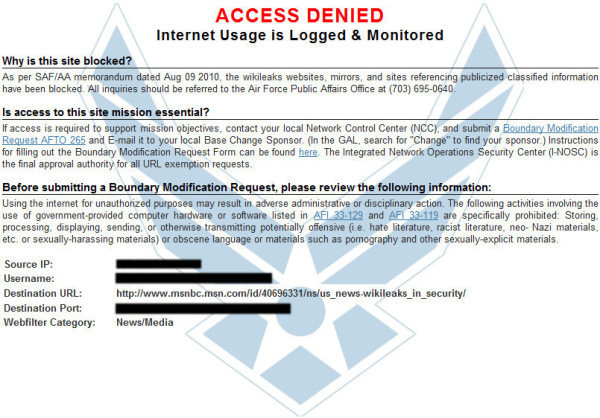
De United States Air Force censureert nieuwsberichten die informatie van WikiLeaks bevatten op haar computers.

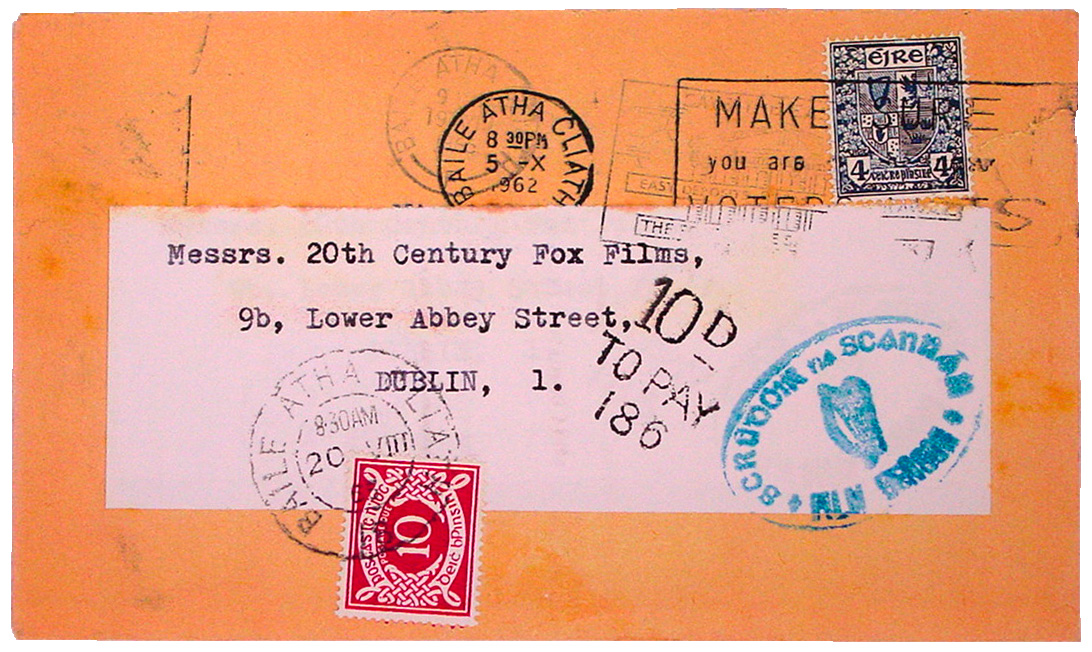
Envelop uit 1962 met rechtsonder een stempel van het Irish Film Censor's Office, Oifig an Scrúdóra Scannán

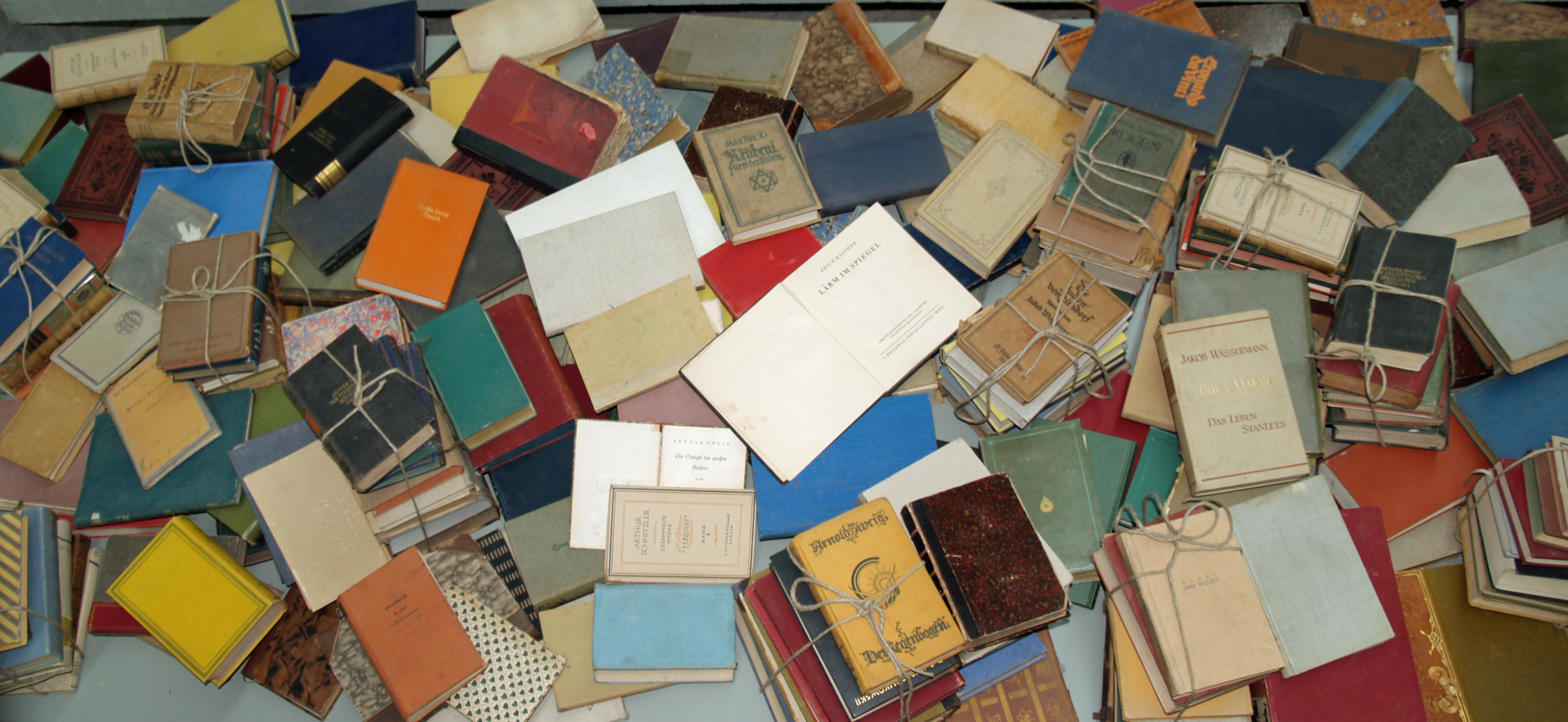
Boeken waarvan exemplaren werden verbrand door de nazi's (Yad Vashem)

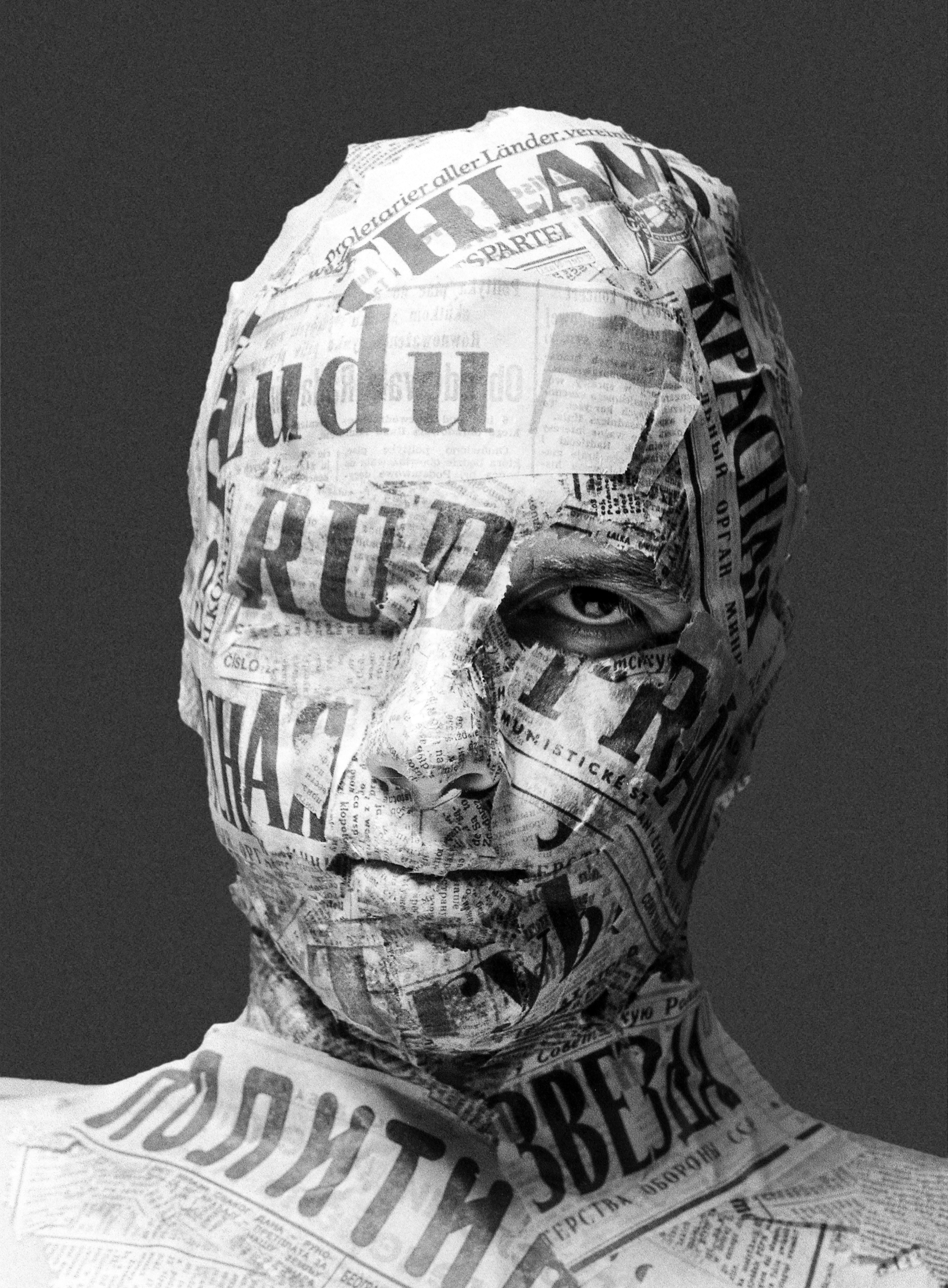
Allegorie op de communistische censuur in Polen, Jacek Halicki 1989

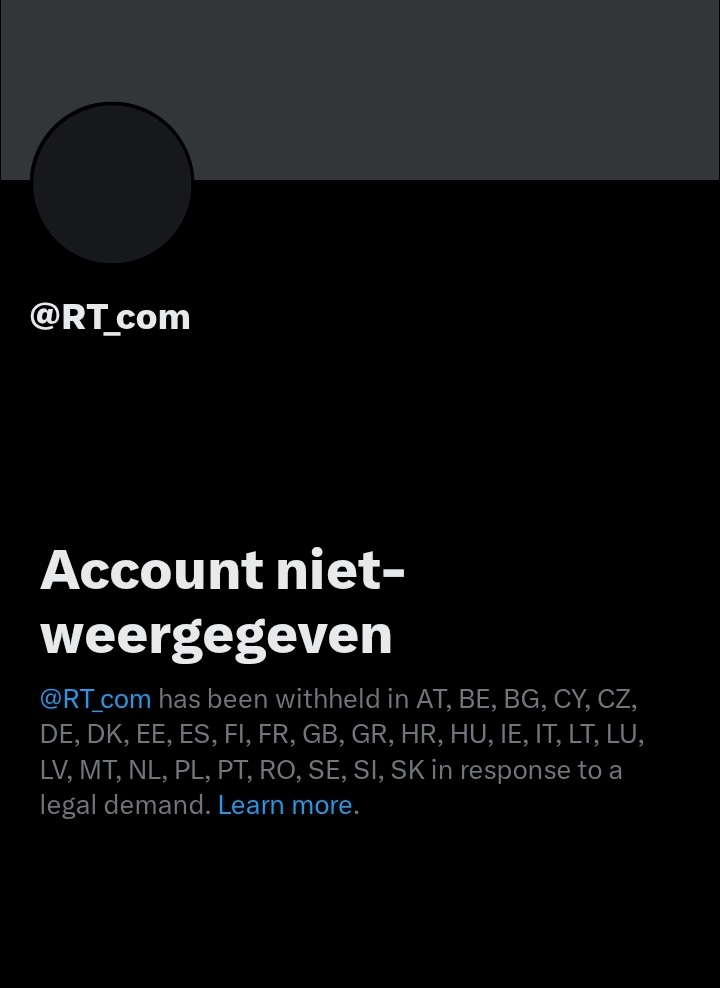
Het X-account van het Russische staatsmedium RT in mei 2025. Onder andere de Europese Federatie van Journalisten is kritisch op het weren van dit nieuwstelevisienetwerk, omdat dit volgens hen ook censuur zou zijn.

Censuur is het toezicht dat wordt gehouden door een overheid of een andere autoriteit (zoals de kerk) op voor publicatie bestemde uitingen (zoals drukwerk, films en brieven), met de mogelijkheid om deze geheel of gedeeltelijk te verbieden. De verwante term persbreidel geeft de maatregelen aan om de persvrijheid te beperken.

## Definitie
Over het algemeen heerst de opvatting dat censuur voor criminalisering zorgt van bepaalde acties, of van de (al dan niet suggestieve) communicatie van zulke acties. In moderne zin bestaat censuur uit elke poging om informatie, gezichtspunten of methoden van uitdrukking zoals kunst of schuttingtaal te verbannen. Het doel van censuur is om de ontwikkeling van een maatschappij of een afwijkende mening van een individu of een groep mensen, te onderdrukken. Censuur wordt onder meer aangetroffen in georganiseerde religies, clubs, sociale groepen en regeringen. Als voorstanders van vrijheid van meningsuiting zijn er ook dergelijke groepen die tegen censuur zijn.
Censuur kan worden onderscheiden in preventieve censuur, waarbij toestemming nodig is eer er gepubliceerd mag worden, en repressieve censuur, waarbij na publicatie een verbod of andere maatregelen tegen de publicatie worden getroffen.
Censuur kan enerzijds gebruikt worden om te voorkomen dat de macht van een bepaalde instantie wordt ondermijnd, maar anderzijds ook met het idee de burger te beschermen. Dit laatste argument is in de geschiedenis vaak door overheden misbruikt als rookgordijn voor het eerste. Een bekende uitspraak van Thomas Jefferson, de derde president van de VS, is: It is error alone which needs the support of government. Truth can stand by itself.
In Nederland werd bijvoorbeeld film tot 1977 nog gecensureerd door een Centrale Commissie voor de Filmkeuring, maar die preventieve censuur is door de overheid tegenwoordig bij wet verboden (artikel 7 van de Nederlandse Grondwet). De Belgische Grondwet van 1830 was een van de eerste en de meest rechtlijnige om de vrijheid van meningsuiting te beschermen (artikel 19) en elke voorafgaande censuur door de overheid te verbieden (artikel 25). Het is veelal wel mogelijk dat mensen die bepaalde uitingen doen achteraf worden vervolgd. Desondanks zijn er in afgelopen decennia diverse voorvallen geweest in westerse landen waarin de staat bepaalde vrije meningsuitingen geblokkeerd heeft: In 2004 is bijvoorbeeld in het kader van terrorismebestrijding de Arabische zender Al-Manar zowel in de VS als in Frankrijk van de satelliet gehaald.
De meeste westerse landen stellen het in twijfel trekken van de Holocaust strafbaar, sommige landen ook boeken of emblemen van de nazi's. Mensen zoals Noam Chomsky vinden dit in strijd met de vrijheid van meningsuiting.

## Censuur vanwege politieke motieven
Tijdens de Tweede Wereldoorlog werden in alle door de nazi's bezette landen boeken van joodse auteurs via boekenverbrandingen vernietigd. Ook films, muziek en andere artistieke uitingen waarin mensen van andere rassen dan het blanke positief werden afgeschilderd werden gecensureerd. Alle moderne kunst werd als Entartete Kunst beschouwd en doorverkocht aan andere landen. Sinds het einde van deze oorlog zijn in Duitsland nog steeds grotendeels alle boeken en andere uitingen van nazisme verboden, waaronder boeken van bekende nazi's zoals Mein Kampf.
Dictaturen censureren vaak journalisten, oppositieleden en kunstenaars die kritiek leveren op het regime of verzet zouden kunnen inspireren. De staat controleert hierbij de pers en media. Schrijver Aleksandr Solzjenitsyn werd in 1974 uit Rusland verbannen omdat zijn boeken de Sovjet-Unie bekritiseerden.
Bekend zijn de pogingen van Stalin om de geschiedschrijving te wijzigen, hiertoe werd zijn rivaal Trotski van foto's verwijderd.

## Censuur vanwege religieuze motieven
Doorheen de geschiedenis zijn een aantal boeken, toneelstukken en wetenschappelijke werken verboden geweest vanwege religieuze motieven.

### Christendom
Het Vaticaan had tot in de 20ste eeuw een index librorum prohibitorum waarop boeken stonden die katholieken niet mochten lezen omdat de Katholieke Kerk ze verwerpelijk vond. Deze index librorum prohibitorum werd in 1968 door paus Paulus VI opgeheven.

### Islam
In 1989 werd Salman Rushdies boek De duivelsverzen door de Iraanse ayatollah Khomeini via een fatwa verboden op verdenking van godslastering, waardoor de auteur gedwongen werd onder te duiken. Sinds de controverse over de cartoons in de Jyllands-Posten, waarin de profeet Mohammed werd afgebeeld vermijden ook andere media angstvallig afbeeldingen van de profeet. Een aflevering van de animatieserie South Park, 201 werd in 2010 verboden omdat ze Mohammed als personage opvoerden.

## Censuur vanwege seks en geweld
Sommige zaken worden gecensureerd omdat ze seksuele thema's hebben, zoals Lady Chatterley's Lover dat decennialang niet verkrijgbaar was in het Verenigd Koninkrijk. Ook beelden van naaktheid (borsten, billen, geslachtsdelen) worden in veel landen onzichtbaar gemaakt via zwarte balkjes of vaaggemaakte beelden. Dit gebeurde bijvoorbeeld tijdens de heruitzending van het Nipplegate-incident rond popzangeres Janet Jackson in 2004.
Vooral in Engelstalige landen worden scheldwoorden, krachttermen of seksueel getinte woorden en begrippen op televisie en radio vaak met een pieptoon onverstaanbaar gemaakt. Dit gebeurt onder meer bij talkshows als mensen elkaar beginnen uit te schelden, zoals The Jerry Springer Show, of in videoclips. Eind jaren tachtig ontstonden de PMRC-stickers met Parental Advisory: Explicit Lyrics waarmee kopers gewaarschuwd worden als een muziekalbum controversiële thema's of woorden bevat.
Soms worden videobeelden, foto's of geluidsfragmenten zelf niet gecensureerd, maar knipt men hele scènes weg of wordt bepaald materiaal gewoon niet uitgezonden of gepubliceerd. Scènes met hevig geweld of mensen die voor de camera sterven, worden geëxecuteerd of worden vermoord worden zelden getoond. In 1989 werd bijvoorbeeld de executie van de Roemeense dictator Nicolae Ceaușescu en zijn vrouw Elena weliswaar gefilmd, maar de meeste zenders toonden enkel de beelden vóór en na de executie.
Media die zich richten op kinderen worden stevig gecontroleerd. Zo wordt in veel kinderprogramma's ongepast gedrag dat kinderen zouden kunnen imiteren gecensureerd, zoals roken of geweld. Videospelletjes zijn ook vaak het onderwerp van censuur, vanwege het hevige geweld.

## Censuur vanwege goede smaak en zeden
Wegens het hoog houden van een goede smaak en zedelijkeid is muziek van bepaalde muzikanten geweerd op de radio. Bijvoorbeeld de censuur op de muziek van Katastroof. De moraliteitsopvattingen zijn tijds- en modegevoelig.
Ook worden sommige films ingedeeld naar minimumleeftijd en hanteren omroepen een laat tijdstip waarna dergelijke films op tv getoond kunnen worden. Sommige makers gaan in beroep tegen een onwelgevallige filmkeuring vanwege een verkleinde doelgroep en daardoor verminderde inkomsten. Censuur kan echter ook het tegengestelde effect hebben, zie Streisandeffect.

## Censuur vanwege smaad
Boeken kunnen soms ook gecensureerd worden op beschuldiging van smaad of laster. Zo werd in 1999 Herman Brusselmans' boek Uitgeverij Guggenheimer in België verboden omdat modeontwerpster Ann Demeulemeester vond dat Brusselmans haar te zwaar beledigd had. In 2008 werd een nummer van het blad Humo uit de handel gehaald vanwege een humoristisch bedoelde fotomontage rond politiefunctionaris Fernand Koekelberg.
Het boek De doofpotgeneraal van Edwin Giltay kreeg in 2015 een verspreidingsverbod opgelegd omdat een voormalige medewerkster van de Militaire Inlichtingendienst claimde dat ze er onjuist in was beschreven. In hoger beroep werd dit verbod vernietigd. Het Gerechtshof Den Haag gaf aan dat het boek voldoende steun vindt in de feiten en een bijdrage levert aan het maatschappelijk debat over Srebrenica. De uitingsvrijheid moet in dit geval daarom zwaarder wegen dan het recht op bescherming van eer en goede naam van de oud-medewerkster.

## Militaire censuur
De militaire censor controleert brieven van soldaten naar het thuisfront, om te voorkomen dat geheime informatie openbaar wordt en/of bij de vijand terechtkomt. Zo mag een militair vaak niet vertellen waar hij precies gelegerd is. Ook wordt angstvallig negatief nieuws onderschept om te vermijden dat het moreel van de bevolking of de soldaten zelf wordt ondermijnd. Zo werd tijdens de Golfoorlog (1991) in Irak weinig gefocust op de burgerslachtoffers die sneuvelden, maar wel op de hoogtechnologische wapens die werden ingezet.

## Zelfcensuur
Een bijzondere vorm van censuur is zelfcensuur. Een artiest censureert zelf bepaalde of volledige delen uit zijn eigen werk. Het bekendste voorbeeld is Stanley Kubrick die van 1973 tot zijn dood in 1999 de film A Clockwork Orange in Engeland volledig verbood, evenals alle merchandising en distributie. De film inspireerde namelijk een groot aantal copycat-moorden en verkrachtingen en Kubrick was bang dat hij hiervan ook ooit het slachtoffer kon worden.

## Privacy
Bij het delen van beeldmateriaal kunnen soms ook onbedoeld persoonsgegevens worden meegeleverd. Met behulp van pixelisatie worden deze soms vooraf gecensureerd. Een voorbeeld hiervan zijn de gezichten, kentekens en sommige andere gegevens in Google Street View.